# أريان سبيس
أريان سبيس أس أي شركة فرنسية تاسست عام 1980 كأول شركة تجارية ( تزود خدمة إطلاق الصواريخ الناقلة للأقمار الاصطناعية ) حول العالم.
والشركة تنتج، تشغل وتسوق الصاروخ الحامل أريان 5 كجزء من برنامج أريان، كما تستخدم الشركة صاروخين إضافيين هما سويوز-2 كبديل متوسط الوزن ل أريان 5 وصاروخ فيغا الخفيف الوزن.
في عام 2004 كانت أريان سبيس تملك 50% من سوق إطلاق الأقمار الاصطناعية. (GEO) حيث أطلقت أيريان 285 عملية إطلاق منذ 22 آيار/ايار 1984. وتستخدم أريان (مركز غيانا الفضائي) في غيانا الفرنسية كموقع إطلاق، بينما يقع مقر إدارة الشركة في كوركورون ,اسون, فرنسا . قرب ايفري.
21 تشرين الأول/أكتوبر 2011 أطلقت ايريانا لأول مرة صاروخ سويوز خارج إراضي الاتحاد السوفيتي (من مركز غيانا الفرنسي).وكانت الحمولة قمرين اصطناعيين من نوع غاليليو .

## الشركة وبنيتها التحتية
أريان سبيس شركة مساهمة مملوكة حالياً ل 21 من حملة الأسهم.
| البلد          | الحصة الكلية | حامل السهم                  | رأس المال |
| -------------- | ------------ | --------------------------- | --------- |
| ألمانيا        | 19.85%       | أستريوم المحدودة            | 11.59%    |
| ألمانيا        | 19.85%       | أم أيروسبيس اي جي           | 8.26%     |
| بلجيكا         | 3.04%        | تاليس إلينيا سبيس ETCA      | 0.33%     |
| بلجيكا         | 3.04%        | SABCA                       | 2.71%     |
| بلجيكا         | 3.04%        | تيك سبيس ايرو SA            | -         |
| الدنمارك       | 0.32%        | كريستيان روفسينغ A/S        | 0.32%     |
| إسبانيا        | 2.15%        | CRISA                       | 0.11%     |
| إسبانيا        | 2.15%        | EADS CASA                   | 2.04%     |
| فرنسا          | 64.10%       | استريوم SAS                 | 16.85%    |
| فرنسا          | 64.10%       | كليمسي SA                   | 0.11%     |
| فرنسا          | 64.10%       | CNES                        | 34.68%    |
| فرنسا          | 64.10%       | الشركة الألمانية SAS        | -         |
| فرنسا          | 64.10%       | مجموعة ايرباص SAS           | -         |
| فرنسا          | 64.10%       | إير ليكيد SA                | 1.89%     |
| فرنسا          | 64.10%       | زعفران                      | 10.57%    |
| إيطاليا        | 3.38%        | افيو S.p.A.                 | 3.38%     |
| هولندا         | 1.95%        | إيرباص للدفاع والفضاء BV    | 1.95%     |
| النرويج        | 0.11%        | كونغسبورغ الدفاع والفضاء AS | 0.11%     |
| السويد         | 2.45%        | راغ سبيس AB                 | 0.82%     |
| السويد         | 2.45%        | شركة فولفو ايرو             | 1.63%     |
| جمهورية التشيك | 2.67%        | راغ شويز AG                 | 2.67%     |

### إدارة الشركة
| الموقع                               | Name           |
| ------------------------------------ | -------------- |
| الرئيس التنفيذي & الرئيس             | ستيفان إسرائيل |
| نائب الرئيس الأول، البرامج           | لويس لوران     |
| نائب الرئيس الأول، المبيعات والزبائن | جاك بريتون     |
| نائب الرئيس الأول، المدير المالي     | توماس هوندت    |
| نائب رئيس، الاتصالات المؤسسية        | إيزابيل فيون   |

### المكاتب
| مكان المكتب      | مدير الفرع      |
| ---------------- | --------------- |
| غيانا الفرنسية   | باتريك لوار     |
| الولايات المتحدة | كلايتون موري    |
| اليابان          | كيوشي تاكاماتسو |
| سنغافورة         | ريتشارد بولز    |

### الشركات الفرعية
- شركة أريان سبيس (الشركة الفرعية الأمريكية)
- أريان سبيس سنغافورة بي تي أي (الشركة الفرعية الآسيوية)
- ستار سيم اسم.ام. (تسويق سويوز الأوربية-الروسية)

## المنافسة والأسعار
بسبب المنافسة وضغط الاسعار مع الشركة الأمريكية (سبيس اكس) أعلنت شركة أريان سبيس ما سمته(إعلان المرونة السعرية) في تشرين الثاني/نوفمبر 2013 للأقمار الأخف التي تٌحمل إلى (المدار الثابت بالنسبة للأرض)، على متن أريان 5 .
في أوائل عام 2014 طلبت أريان سبيس إعانة مالية من الحكومات الأوربية لمواجهة المنافسة من شركة (سبيس اكس) والتغيير غير المؤات في أسعار صرف العملات (اليورو-دولار). في ايلول/ سبتمبر 2014 سمح انخفاض ألاسعار ل أريان سبيس بتوقيع اربع عقود إضافية.
بالعموم وقعت الشركة 11 عقداً عام 2014 حتى ايلول / سبتمبر 2014 مع عقدين إضافيين في مراحل المفاوضات النهائية.حتى ايلول/سبتمبر 2014 تراكمت لدى أريان سبيس ثروة تقدر ب 4.5 مليار مع 38 عملية إطلاق بواسطة صاروخ أريان 5 , 7عملية إطلاق بواسطة سويوز , و 9 عمليات إطلاق بواسطة صواريخ فيكا، وهذه الارقام تعني أن أريان سبيس تسيطر على 60% من سوق إطلاق الأقمار الاصطناعية حول العالم.

## صواريخ الإطلاق
تستخدم أريان 3 أنواع من الصواريخ، من ضمنها نوعين من أريان 5 :
| الأسم                          | حمولة إلى (مدار الأرض القريب) (بضمنها مدار متزامن مع الشمس | حمولة إلى (المدار الثابت حول الارض) |
| ------------------------------ | ---------------------------------------------------------- | ----------------------------------- |
| فيكا                           | 1450 كغم                                                   | -                                   |
| سويوز في قاعدة غويانا الفرنسية | 4400 كغم                                                   | 3250 كغم                            |
| أريان 5 ECA                    | -                                                          | 10500 كغم                           |
| أريان 5 ES                     | 21000 كغم                                                  | -                                   |

تعرض أريان سبيس دعم إضافي من خلال خدمات الصاروخ الياباني(H-IIA ) من خلال (تحالف خدمات الإطلاق) .

### صواريخ إطلاق أريان
منذ عملية الإطلاق الأولى عام 1979,هناك عدة نسخ من صواريخ أريان:
- أريان 1,أول عملية إطلاق ناجحة في 24 آيلول / سبتمبر 1979.
- أريان2 وأريان 3 أول عملية إطلاق ناجحة في 20 تشرين الثاني/نوفمبر 1987 (عملية الإطلاق الأولى فشلت في 30آيار/مايو 1986).
- أريان 4 أول عملية إطلاق ناجحة في 15 حزيران/يونية 1988.
- أريان 5 ,أول عملية إطلاق ناجحة في تشرين الأول/أكتوبر 1997.(أول عملية إطلاق فشلت في 4 حزيران/يونية 1996).

## اقرأ ايضاً
- صناعة الفضاء الروسية
- مركز الدولة للبحوث والإنتاج الفضائي-التقدم
- ستار سيم
- نظام الإطلاق المستهلك